# Utforska revet
Utforska revet (originaltitel Exploring the Reef) är en amerikansk animerad dokumentär kortfilm av Disney från 2003.

## Handling
Jean-Michel Cousteau berättar om havet, och när han börjar berätta om korallrev ansluter diverse animerade fiskar och andra havslevande djur, inklusive Marvin, Doris och Nemo från Hitta Nemo.

## Rollista

### Svenska röster
- Leif Andrée – Marvin
- Ulla Skoog – Doris
- Daniel Andersson – Nemo
- Håkan Skoog – Jean-Michel Cousteau